# Courcelles-au-Bois
Pour les articles homonymes, voir Courcelles.
Courcelles-au-Bois est une commune française située dans le département de la Somme en région Hauts-de-France.

## Géographie

### Localisation
Courcelles-au-Bois se trouve à 10 km au nord d'Albert, aux limites des départements de la Somme et du Pas-de-Calais.

### Hydrographie
La commune est située dans le bassin Artois-Picardie. Elle n'est drainée par aucun cours d'eau.

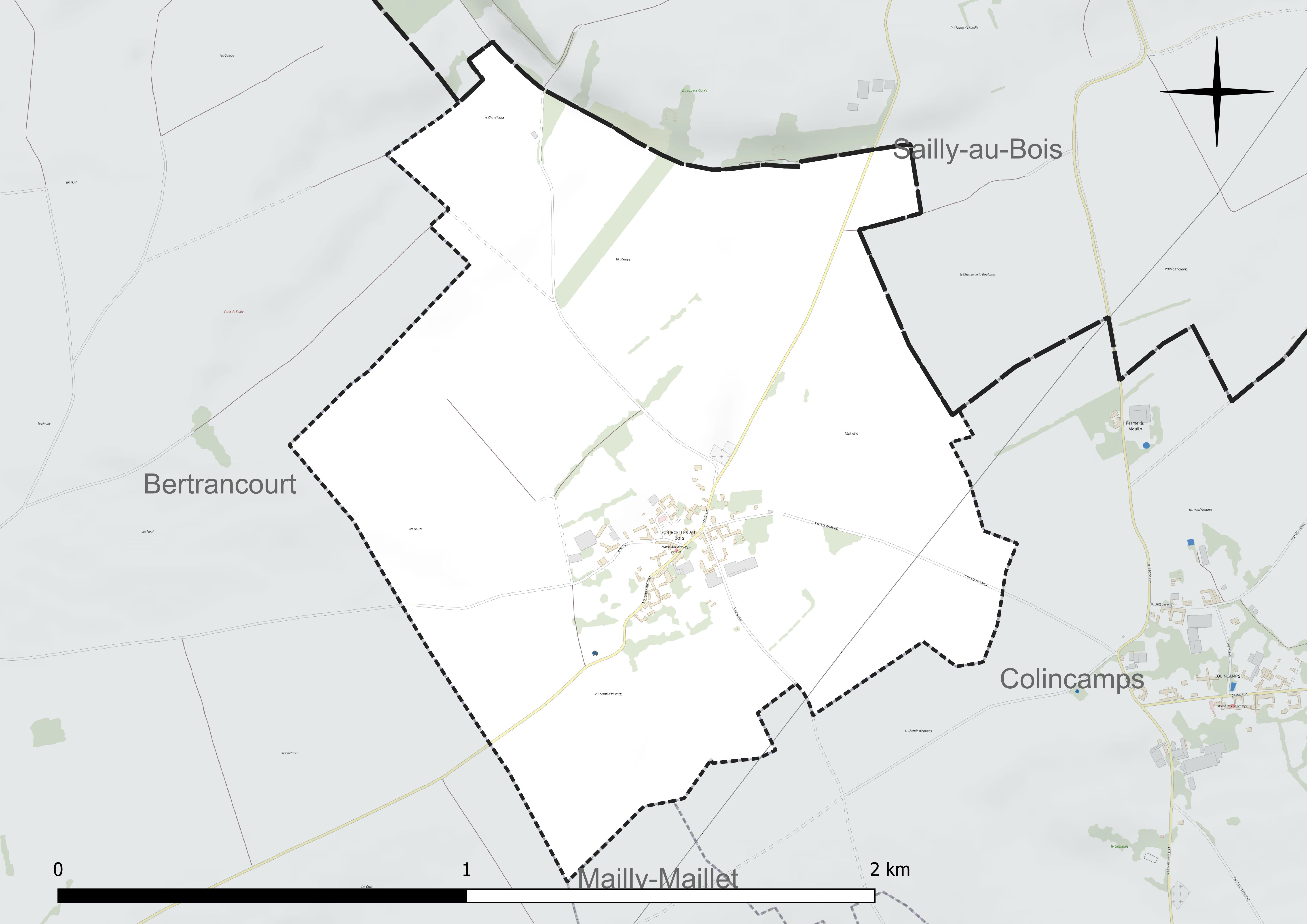
Réseau hydrographique de Courcelles-au-Bois.

### Climat
Pour des articles plus généraux, voir Climat des Hauts-de-France et Climat de la Somme.
En 2010, le climat de la commune est de type climat océanique dégradé des plaines du Centre et du Nord, selon une étude du CNRS s'appuyant sur une série de données couvrant la période 1971-2000. En 2020, Météo-France publie une typologie des climats de la France métropolitaine dans laquelle la commune est exposée à un climat océanique et est dans la région climatique Nord-est du bassin Parisien, caractérisée par un ensoleillement médiocre, une pluviométrie moyenne régulièrement répartie au cours de l'année et un hiver froid (3 °C).
Pour la période 1971-2000, la température annuelle moyenne est de 9,7 °C, avec une amplitude thermique annuelle de 14,8 °C. Le cumul annuel moyen de précipitations est de 859 mm, avec 12,8 jours de précipitations en janvier et 9,5 jours en juillet. Pour la période 1991-2020, la température moyenne annuelle observée sur la station météorologique la plus proche, située sur la commune de Saulty à 13 km à vol d'oiseau, est de 10,4 °C et le cumul annuel moyen de précipitations est de 899,7 mm,. Pour l'avenir, les paramètres climatiques de la commune estimés pour 2050 selon différents scénarios d'émission de gaz à effet de serre sont consultables sur un site dédié publié par Météo-France en novembre 2022.

## Urbanisme

### Typologie
Au 1er janvier 2024, Courcelles-au-Bois est catégorisée commune rurale à habitat dispersé, selon la nouvelle grille communale de densité à sept niveaux définie par l'Insee en 2022.
Elle est située hors unité urbaine. Par ailleurs la commune fait partie de l'aire d'attraction d'Amiens, dont elle est une commune de la couronne,. Cette aire, qui regroupe 369 communes, est catégorisée dans les aires de 200 000 à moins de 700 000 habitants,.

### Occupation des sols
L'occupation des sols de la commune, telle qu'elle ressort de la base de données européenne d'occupation biophysique des sols Corine Land Cover (CLC), est marquée par l'importance des territoires agricoles (100 % en 2018), une proportion identique à celle de 1990 (100 %). La répartition détaillée en 2018 est la suivante : 
terres arables (80,5 %), prairies (19,5 %). L'évolution de l'occupation des sols de la commune et de ses infrastructures peut être observée sur les différentes représentations cartographiques du territoire : la carte de Cassini (XVIIIe siècle), la carte d'état-major (1820-1866) et les cartes ou photos aériennes de l'IGN pour la période actuelle (1950 à aujourd'hui).

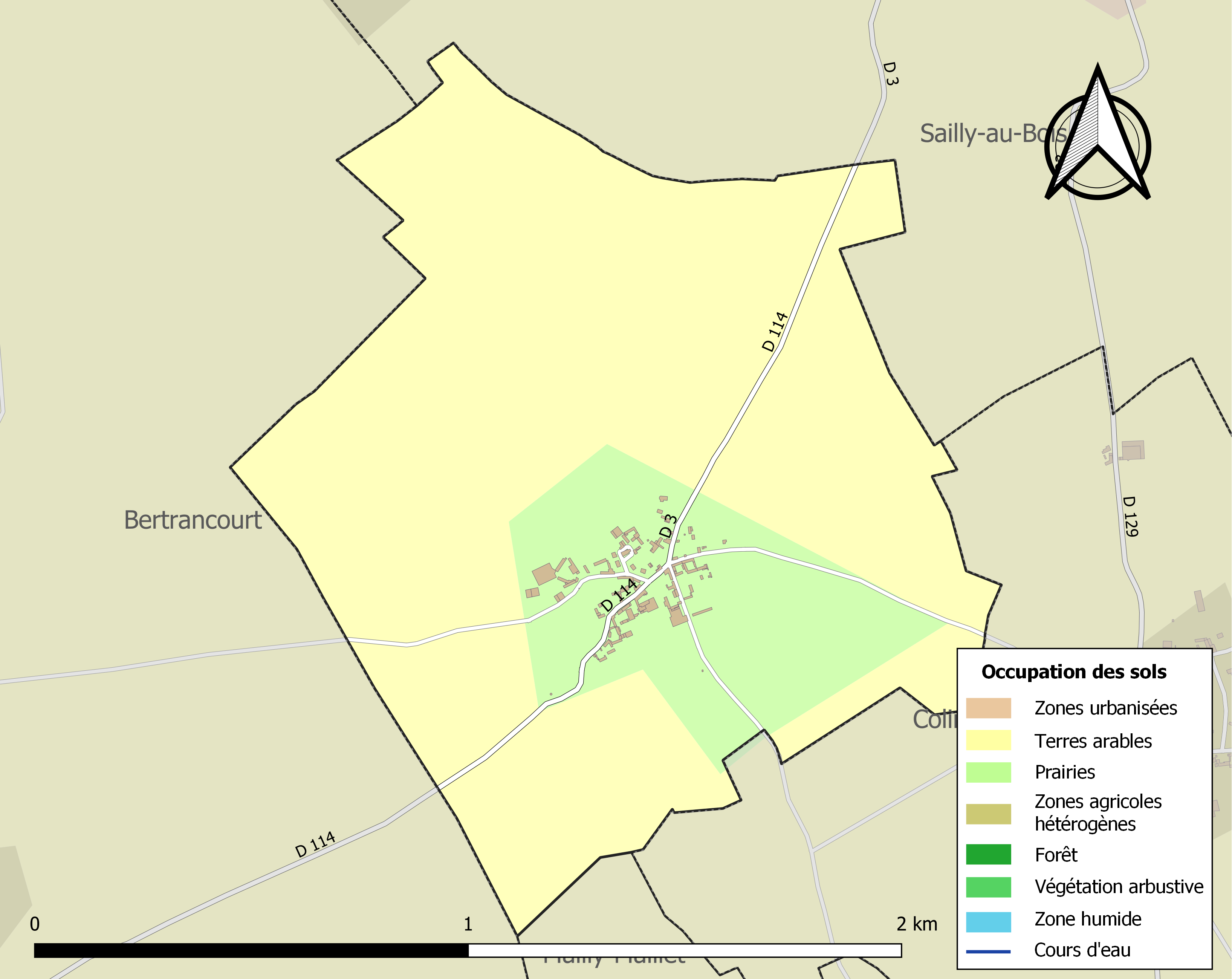
Carte des infrastructures et de l'occupation des sols de la commune en 2018 (CLC).

## Toponymie
Le nom de la localité est attesté sous les formes Curcelles en 1148 ; Curcelli en 1168 ; Courceles en 1186 ; Courcheles en 1301 ; Courchelles en 1384 ; Courchelles-au-Bois en 1567 ; Courchelle en 1657 ; Courcelles-au-Bois en 1733 ; Courcele-au-Bois en 1743 ; Courcelle-au-Bois en 1764 ; Courcelles-aux-Bois en 1801.

Courcelles-au-Bois s'est appelé Courcelles-sur-Authie.
Courcelle est un nom commun en moyen français (Renaissance) qui désigne une « petite cour » ou un « petit jardin », pluriel du bas-latin corticella « petit domaine », « petite ferme ».
Le déterminant complémentaire -au-Bois pour se convaincre de l'étendue et de la présence de la forêt.

## Histoire
Par arrêté préfectoral du 27 décembre 2016, la commune est détachée le 1er janvier 2017 de l'arrondissement d'Amiens pour intégrer l'arrondissement de Péronne.

## Politique et administration
| Période                                  | Période                   | Identité                                     | Étiquette | Qualité |
| ---------------------------------------- | ------------------------- | -------------------------------------------- | --------- | ------- |
| Les données manquantes sont à compléter. |                           |                                              |           |         |
| avant 1995                               | ?                         | Claude Dalle                                 |           |         |
| mars 2001                                | mai 2020                  | Joël Bridoux Réélu pour le mandat 2014-2020, |           |         |
| mai 2020                                 | En cours (au 24 mai 2020) | Émilie Begyn                                 |           |         |

## Population et société

### Démographie
L'évolution du nombre d'habitants est connue à travers les recensements de la population effectués dans la commune depuis 1793. Pour les communes de moins de 10 000 habitants, une enquête de recensement portant sur toute la population est réalisée tous les cinq ans, les populations de référence des années intermédiaires étant quant à elles estimées par interpolation ou extrapolation. Pour la commune, le premier recensement exhaustif entrant dans le cadre du nouveau dispositif a été réalisé en 2005.

En 2022, la commune comptait 70 habitants, en évolution de −14,63 % par rapport à 2016 (Somme : −1,26 %, France hors Mayotte : +2,11 %).
| 1793 | 1800 | 1806 | 1821 | 1831 | 1836 | 1841 | 1846 | 1851 |
| ---- | ---- | ---- | ---- | ---- | ---- | ---- | ---- | ---- |
| 400  | 417  | 443  | 405  | 391  | 407  | 418  | 453  | 456  |

| 1954 | 1962 | 1968 | 1975 | 1982 | 1990 | 1999 | 2006 | 2010 |
| ---- | ---- | ---- | ---- | ---- | ---- | ---- | ---- | ---- |
| 328  | 286  | 285  | 247  | 211  | 189  | 198  | 71   | 86   |

| 2015 | 2020 | 2022 | - | - | - | - | - | - |
| ---- | ---- | ---- | - | - | - | - | - | - |
| 83   | 72   | 70   | - | - | - | - | - | - |

### Enseignement
Un syndicat scolaire (Sivu) liant la commune à celles d'Englebelmer, Mailly-Maillet, Colincamps, Bertrancourt et Auchonvillers gère le fonctionnement, l'aménagement, l'entretien des équipements et les activités péri-scolaires.

## Culture locale et patrimoine

### Lieux et monuments
- Église Saint-Pierre-ès-Liens du XVIIIe s. Cloche de 1759.

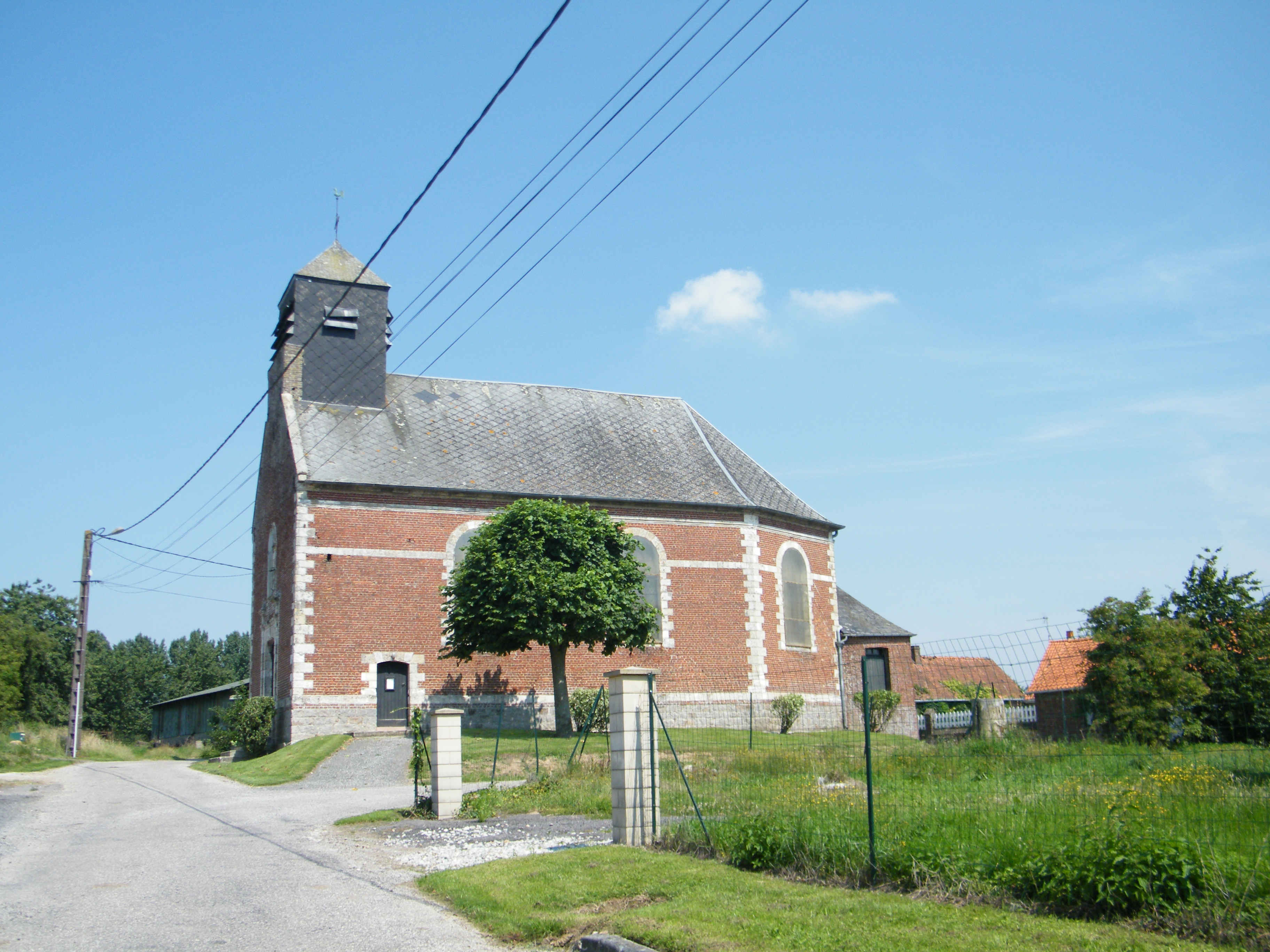
Église Saint-Pierre-ès-Liens.
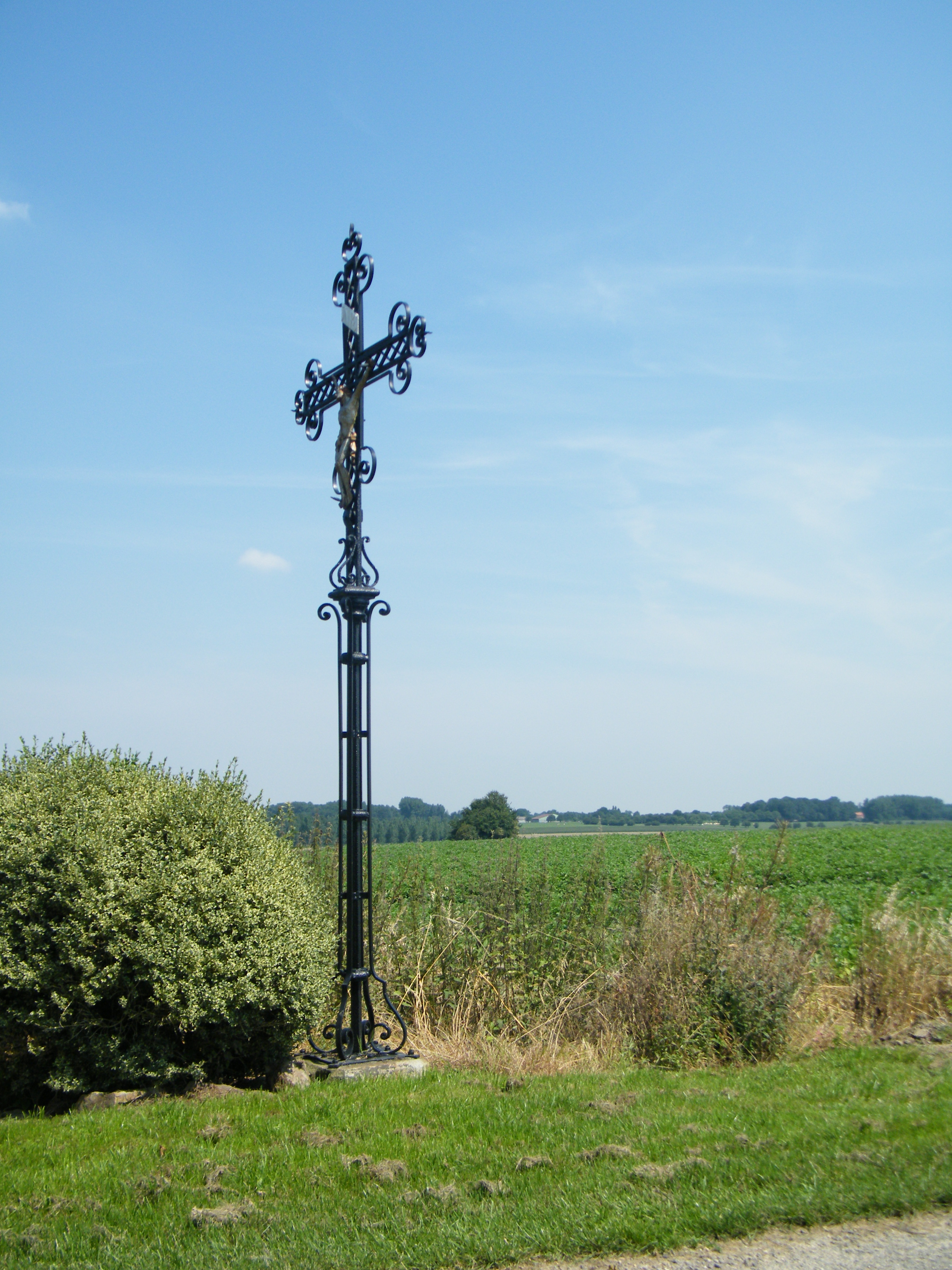
Calvaire monumental.
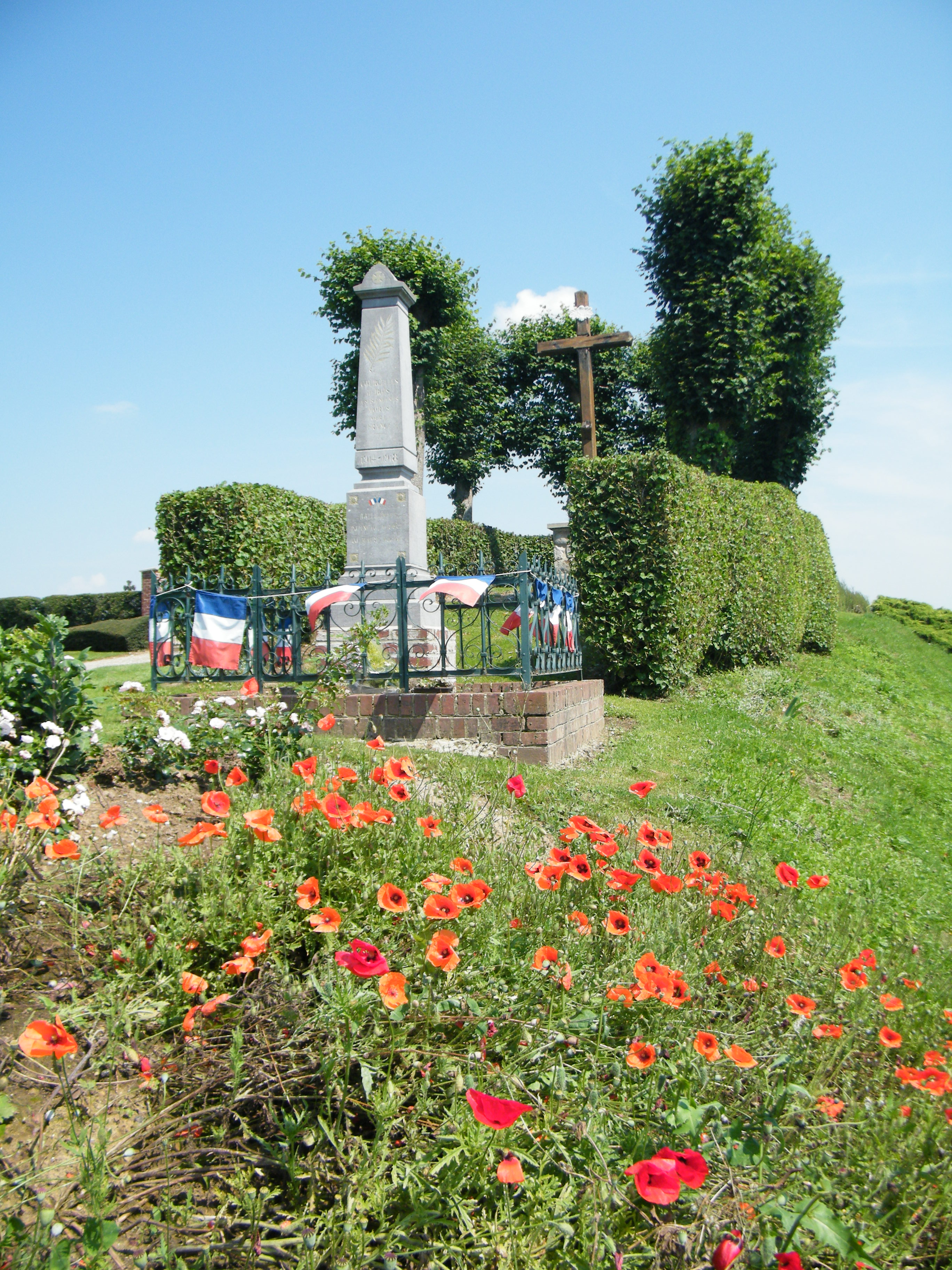
Monument aux morts.
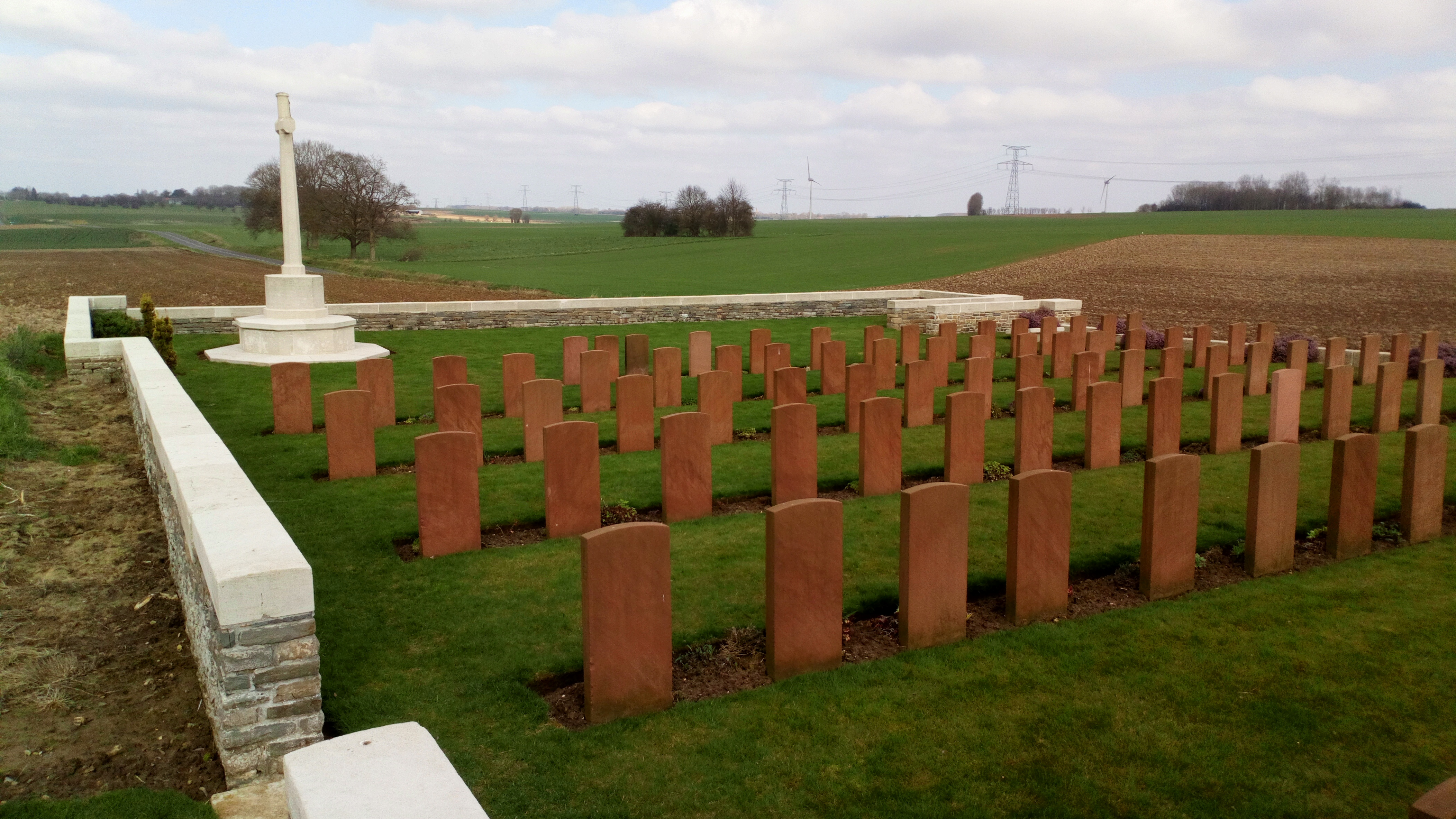
Cimetière militaire britannique
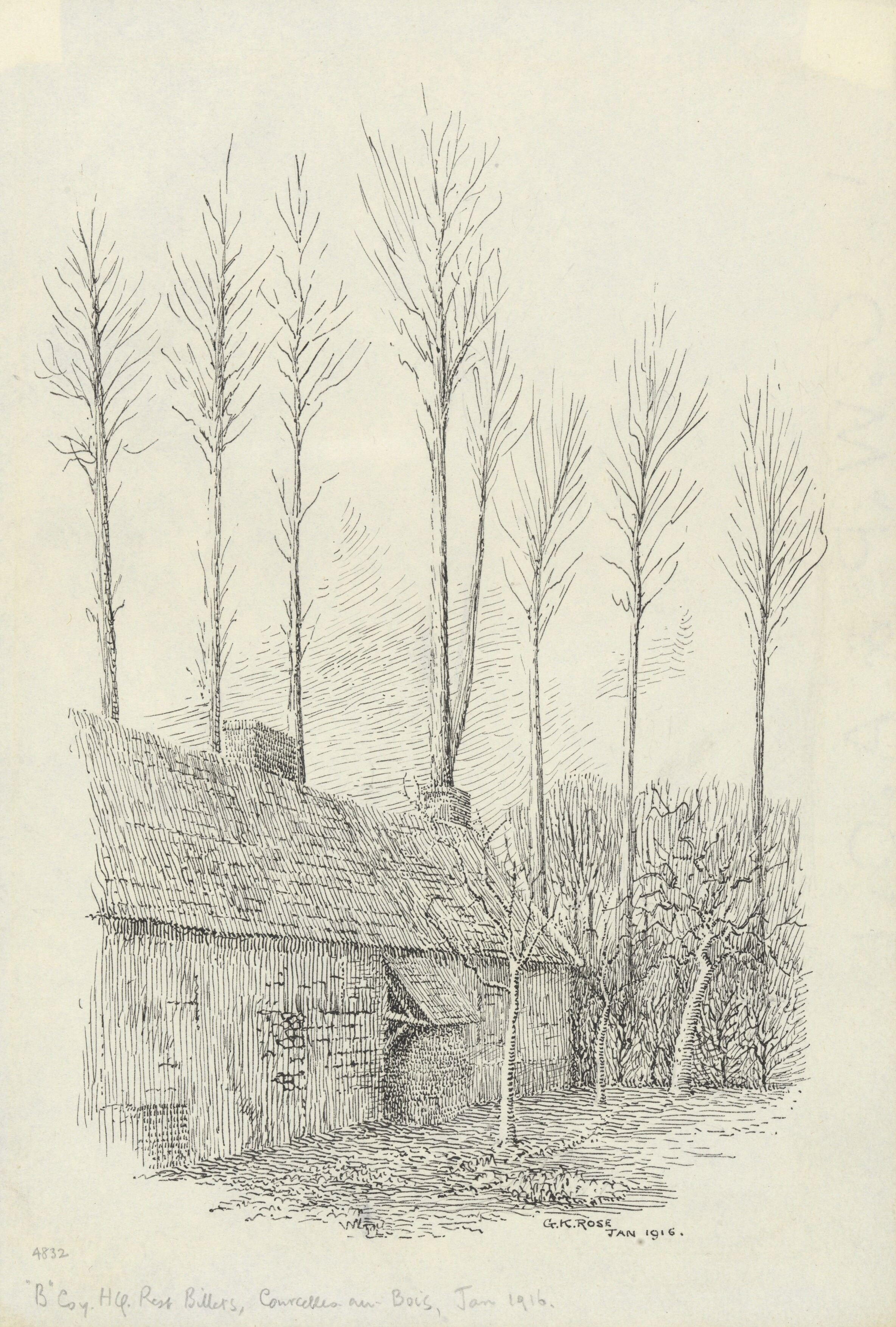
Souvenir de la Grande Guerre.